# Langenwang
Langenwang is een gemeente (marktgemeinde) in de Oostenrijkse deelstaat Stiermarken, en maakt deel uit van het district Bruck-Mürzzuschlag.
Langenwang telt 3877 inwoners (2022) en ligt op de linkeroever van de Mürz, halverwege Mürzzuschlag en Krieglach. Het heeft een station aan de Südbahn
Stadsgemeenten:
Bruck an der Mur · Kapfenberg · Kindberg · Mariazell · Mürzzuschlag

Marktgemeenten:
Aflenz · Breitenau am Hochlantsch · Krieglach · Langenwang · Neuberg an der Mürz · Sankt Barbara im Mürztal · Sankt Lorenzen im Mürztal · Sankt Marein im Mürztal · Thörl · Turnau

Overige gemeenten:
Pernegg an der Mur · Spital am Semmering · Stanz im Mürztal  · Tragöß-Sankt Katharein
- Gemeinsame Normdatei: 4387327-3
- National Archives and Records Administration: 10037939
- Virtual International Authority File: 242271830